# Cinéma sud-coréen

Un clap aux couleurs du drapeau sud-coréen.

Le cinéma sud-coréen est très dynamique et est un des rares cinémas à concurrencer sur son propre sol le cinéma américain. Diverses écoles cohabitent : des films classiques, qui se fondent sur les traditions et la culture coréenne (Im Kwon-taek), et depuis une vingtaine d'années, une nouvelle vague de jeunes réalisateurs, plus ancrés dans les sujets contemporains et sociaux.
Si la majorité de la production cinématographique de la péninsule se destine à un public de jeunes, on retient tout de même chaque année un nombre important de grands films. On comprend donc pourquoi les films sud-coréens se taillent une part de plus en plus importante dans les sélections des divers festivals internationaux. L'industrie cinématographique sud-coréenne est aujourd'hui appelée « Hallyuwood ».

## Aperçu historique
Le cinéma aurait été importé en Corée dès octobre 1897, sous la forme de films documentaires et courts métrages de Pathé.
Le voyageur et conférencier américain Elias Burton Holmes est le premier cinéaste connu à filmer en Corée (pour son récit de voyage), et qui montre ses films à la famille royale coréenne, en 1899.
En 1895, Incheon ouvre le Hyeomnyulsa, première salle de projection, au Cinéma Ae Kwan.
La Hanseong Jeongi Hoesa (Compagnie électrique de Séoul, Korea Electric Power Corporation) se charge de la projection, de la promotion, puis de la production.
En 1903, ouvre la première salle de cinéma de Séoul, Dansungsa, projetant des films importés, muets, sous-titrés ou plus souvent commentés par un byeonsa (bien rémunéré), puis dès 1907 également des films coréens. 
De nombreuses autres salles ouvrent : 50 en 1926 pour l'ensemble de la Corée.
Pendant un tiers de siècle, les salles du Sud de Keijō (Gyeongseong, Séoul), dont Umi-gwan et Chosun Théâtre, diffusent des films coréens, alors que ceux du Nord proposent des films japonais. Parmi les autres films importés, ceux de Francis Ford, D.W. Griffith et Abel Gance.
Le cinéma coréen apparait pendant la période de l'occupation japonaise (1910-1945). 
Le cinéaste Do-San Kim (en) (?-1922) réalise les premiers films coréens d'action (non documentaires) en 1919 : A Detective's Great Pain, Juste vengeance (en).
Le cinéma devient très vite un outil de résistance, investi surtout par des scénaristes et réalisateurs communistes. 
L'âge d'or du cinéma muet coréen correspond aux années 1926-1930, avec près de 70 films réalisés.
Na Un-gyu (1902-1937) réalise en 1926 le premier film connu, Arirang, aujourd'hui considéré comme un film perdu.
Dès 1930, la censure japonaise s'impose, réduisant la production à deux ou trois films par an, poussant des réalisateurs coréens à rejoindre Shanghaï.
Le cinéma sonore s'impose dès 1935 : le premier film sonore coréen serait Chunhyangjeon (d'après le célèbre récit chanté (pansori) Chunhyangga) de Lee Myung-u.
Le premier succès commercial serait Nageune (Voyageur) de Lee Gyu-hwan (1904-1982), facilitant le financement de la production coréenne, et/ou coréo-japonaise. En 1942, l'usage de la langue coréenne est interdite au cinéma.

### 1945-1953: la Libération et la guerre de Corée
Après le départ des troupes d'occupation japonaises, en 1945, les thèmes de la résistance antijaponaise et de la révolution prolétarienne, ainsi que la critique des archaïsmes sociaux, dominent dans les « films de la Libération » produits dans le sud de la péninsule coréenne.
La plupart des films de la période 1945-1950 ont toutefois disparu pendant la guerre de Corée (1950-1953), période pauvre du point de vue de la création cinématographique.

### 1953-1972: «premier âge d'or» du cinéma sud-coréen

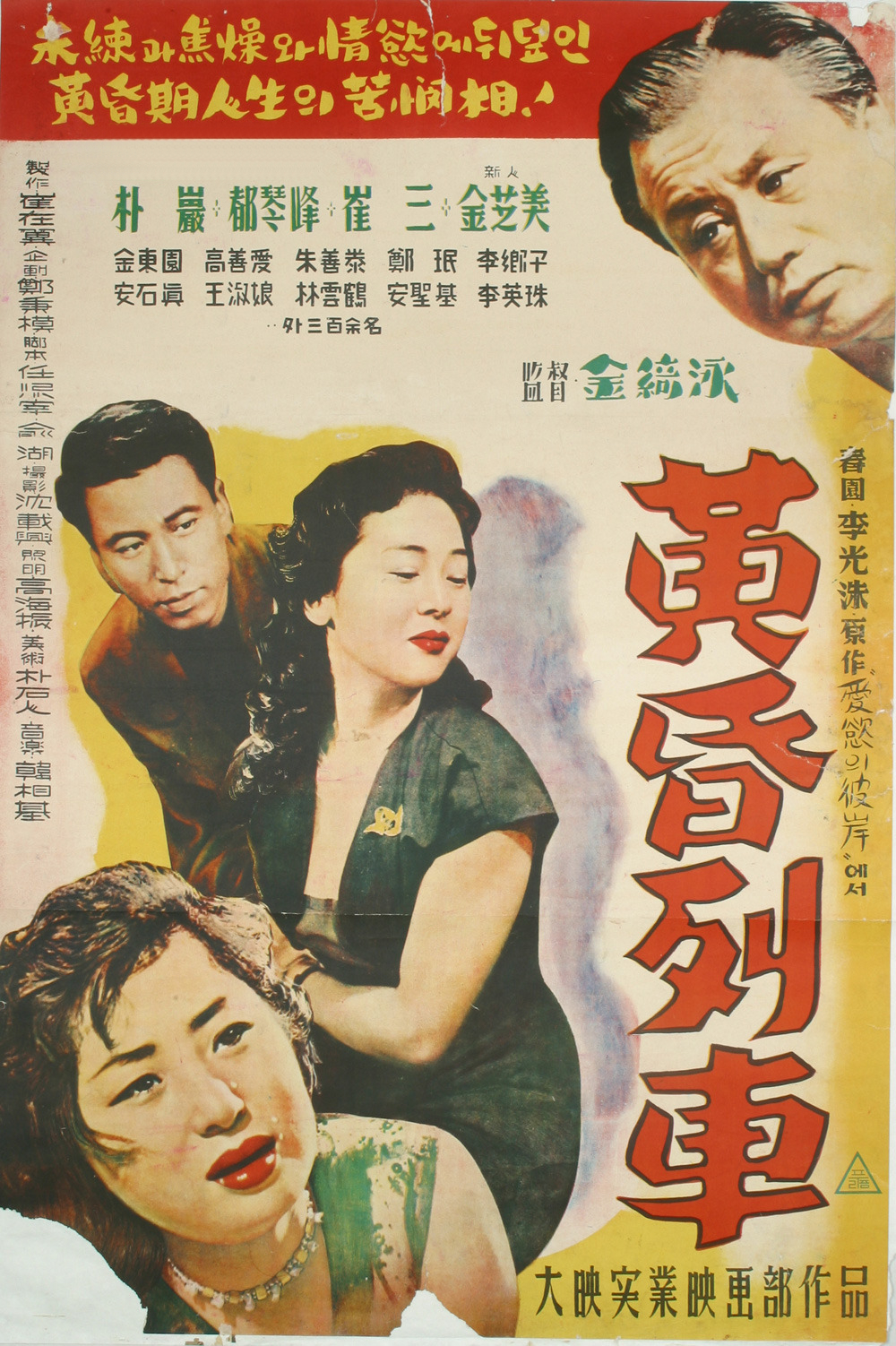
Affiche du film Hwanghon yeolcha réalisé par Kim Ki-young en 1957.

La période 1953-1962 est considérée comme un premier « âge d'or » du cinéma sud-coréen : la tutelle du ministère de l'éducation est moins lourde que celle du ministère de la défense, et le régime d'exonérations fiscales encourage la création cinématographique. Les studios d'Anyang, près de Séoul, sont, lors de leur inauguration, les plus grands d'Asie. Les principales universités ouvrent des départements de cinéma.
Le coup d'État du général Park Chung-hee en 1961 se traduit par une promulgation l'année suivante d'une loi très restrictive sur les conditions de création cinématographique : l'exercice de leurs activités par les sociétés de production est soumis à une autorisation gouvernementale qui, en fixant un quota de productions annuelles de 15 films par an, et des conditions minimales de taille des sociétés, entraîne une concentration du secteur de la production.
Le régime sud-coréen entend affirmer son nationalisme et instaure un système de quotas (au moins les deux tiers des films distribués dans le pays doivent être sud-coréens). Cette industrie, placée sous le contrôle idéologique étroit du gouvernement, est pour l’essentiel sous la coupe économique de la mafia locale.
Plusieurs des producteurs formés durant la période suivant la guerre de Corée ont inspiré le cinéma sud-coréen actuel : Yu Hyon-mok, Sin Sangok, Kim Su-yong et Kim Ki-young.
Les films sud-coréens participent aux festivals internationaux de Berlin, de San Francisco et de Sydney, ainsi qu'au festival du film Asie-Pacifique (depuis 1954).

### 1972-1980: la reprise en main par les militaires
Les mélodrames de cette période répondent à la politique dite des « trois S » : screen, sex and sport (écran, sexe et sport). La censure se renforce après la proclamation de l'état d'urgence en 1972, en interdisant les films contenant une critique sociale et politique.
En dépit de ces contraintes, certains films des années 1970, dans des versions amputées par la censure (et considérées comme mutilées par leurs auteurs), sont toutefois devenus des classiques du cinéma coréen, tels que La Marche des imbéciles de Ha Kil-chong et La Route de Nampo de Yi Man-hui.

### 1980-1988: déréglementation et essor de la liberté de création
De la répression du soulèvement de Kwangju, en 1980, jusqu'aux débuts de la libéralisation politique, à partir de 1987-1988, la déréglementation permet l'essor de nouvelles sociétés de production, ainsi que des coopérations avec d'autres cinémas asiatiques, de la république populaire de Chine (RPC), de Hong Kong et de Taïwan.
La génération d'étudiants en lutte contre la dictature militaire utilise le cinéma comme moyen d'expression : les collectifs « Yallasong » et « Changsan Kotmae », d'inspiration marxiste, diffusent leurs films via les circuits privés des campus. Leurs idées s'inspirent de la notion de « cinéma ouvert » développée par le critique Chang Sonu.

### Le cinéma sud-coréen depuis 1988
La libéralisation politique après 1988 a levé les contraintes formelles à la liberté de création et de production : plusieurs producteurs, naguère clandestins, créent leur propre société. Toutefois, le soutien public à la création n'encourage pas les films tendant à une critique sociale, dans un marché national largement ouvert aux multinationales étrangères.
Les chaebol, tels que Samsung ou Daewoo, contrôlent également l’industrie du cinéma.
En 2013, l'arrivée au pouvoir de la conservatrice Park Geun-hye fragilise le cinéma. L’action du Conseil du film coréen a été réduite, et des festivals ont disparu. Le festival de Pusan a également été menacé après avoir projeté un film dénonçant les mensonges du gouvernement lors du naufrage d’un ferry qui, en 2014, avait coûté la vie à trois cents personnes

## La nouvelle vague du cinéma sud-coréen
À la fin de la dictature, les réalisateurs sud coréens vont être confrontés à la réticence du public envers les films tendant à une critique sociale. De ce fait, de plus en plus de jeunes réalisateurs vont passer par les films de genre afin de se libérer des traumatismes dus aux années de sacrifice que représente l'après-guerre sud-coréen. De ce mouvement insolite et de plus en plus populaire, vont se manifester des réalisateurs comme Park Chan-wook, qui est aujourd'hui considéré comme une vraie star dans son pays.
Très souvent issus de la KAFA (Korean Academy of Film Arts), ces réalisateurs vont révolutionner le paysage cinématographique de leur pays grâce à des films revisitant le film de genre et créer un nouvel engouement national autour du septième art, rendant certains réalisateurs plus célèbres que leurs acteurs.
Une vraie famille du cinéma sud-coréen va se former autour de réalisateurs comme Park Chan-wook, Kim Jee-woon ou encore Bong Joon-ho, pour être considérée aujourd'hui comme la nouvelle vague des enragés du cinéma sud-coréen qui, par le biais de films parfois gores et malsains, vont réussir à critiquer une société en pleine mutation et en quête d'identité.

## Situation économique
Le cinéma sud-coréen bénéficie de mesures de protection : les salles doivent avoir un film coréen à l'affiche au moins 40 % de l'année. Mais aujourd'hui, la part de marché du cinéma coréen en Corée du Sud dépasse les 50 %. Depuis 1998, des négociations avec les États-Unis visent à supprimer ou au moins réduire cette part de la production nationale dans la programmation des salles coréennes, sans aboutir. Les États-Unis sont très hostiles au droit national sud-coréen, qui a toutefois pu être maintenu grâce à une forte mobilisation des cinéastes coréens.
Le gouvernement sud-coréen a annoncé, le 23 octobre 2006, un plan de soutien financier à l'industrie nationale du film, comportant notamment l’amélioration des infrastructures cinématographiques, la formation de personnel et la promotion des films sud-coréens à l’étranger.

## Diffusion internationale
Le cinéma sud-coréen remporte par ailleurs un succès croissant à l'étranger, notamment dans les autres pays asiatiques. Cependant, son importance au sein de l'actuelle vague coréenne hallyu (ou nouvelle pop culture coréenne) est relativement moindre, comparée aux succès énormes des artistes musicaux et des séries télévisées venus de Corée du Sud. Par exemple, l'acteur sud-coréen le plus populaire au Japon (essentiellement parmi les femmes de plus de cinquante ans) est Bae Yong-joon, l'acteur principal de la série télévisée Sonate d'hiver (2004).

## Quelques films célèbres

### Années 1950
- 1956 : Une femme libre, de Han Hyeong-mo[5]

### Années 1960
- 1960 : La Servante, de Kim Ki-young[5]
- 1961 :
  - Obaltan ou Une balle perdue, de Yu Hyun-mok[5]
  - A Coachman, de Kang Dae-jin[5]
  - Le Locataire et ma mère, de Shin Sang-ok[5]

### Années 1970
- 1974 : Heavenly Homecoming to Stars, de Lee Jang-ho[5]
- 1975 :
  - The March of Fools (en), de Ha Gil-jong (en)[5]
  - Yeong-Ja's Heydays (en), de Kim Ho-sun (en)[5]

### Années 1980
- 1980 : Good Windy Day (en), de Lee Jang-ho[5]
- 1983 : Declaration of Fools, de Lee Jang-ho[5]

### Années 1990

#### 1993
- La Chanteuse de pansori, de Im Kwon-taek[5]

#### 1998
- Le temps s'envole, de Kim Hong-Jong

#### 1999
- Memento Mori, de Kim Tae-yong et Min Kyu-dong
- Shiri, de Kang Je-gyu

### Années 2000

#### 2000
- Joint Security Area, de Park Chan-wook
- L'Île, de Kim Ki-duk
- Le Chant de la fidèle Chunhyang, de Im Kwon-taek
- Peppermint Candy, de Lee Chang-dong

#### 2001
- Adresse inconnue, de Kim Ki-duk
- Failan, de Song Hae-sung
- My Boss, My Hero, de Yun Je-gyun
- My Sassy Girl, de Kwak Jae-yong
- My Wife Is a Gangster, de Jo Jin-gyu
- Volcano High, de Kim Tae-gyun

#### 2002
- 2009: Lost Memories, de Lee Si-myung
- Ivre de femmes et de peinture, de Im Kwon-taek
- The Coast Guard, de Kim Ki-duk

#### 2003
- Printemps, été, automne, hiver… et printemps, de Kim Ki-duk
- Deux Sœurs, de Kim Jee-woon
- La femme est l'avenir de l'homme de Hong Sang-soo
- Memories of Murder, de Bong Joon-ho[5]
- Old Boy, de Park Chan-wook
- Save the Green Planet! de Jeong Jun-hwan
- Une femme coréenne, de Im Sang-soo

#### 2004
- Arahan, de Ryu Seung-wan
- Face, de Sang-Gon Yoo
- Frères de sang, de Kang Je-gyu
- Samaria, de Kim Ki-duk
- Turning Gate de Hong Sang-soo
- Windstruck, de Kwak Jae-yong

#### 2005
- A Bittersweet Life de Kim Jee-woon
- Le Roi et le Clown de Lee Jun-ik
- Locataires, de Kim Ki-duk
- The President's Last Bang, de Im Sang-soo

#### 2006
- The Host, de Bong Joon-ho

#### 2007
- La Petite Fille de la terre noire de Jeon Soo-il
- Secret Sunshine, de Lee Chang-dong

#### 2008
- Le Bon, la Brute et le Cinglé de Kim Jee-woon
- The Chaser, de Na Hong-jin

#### 2009
- Breathless, de Yang Ik-joon
- Mother, de Bong Joon-ho
- The Last Day, de Yoon Je-kyoon. 1er film catastrophe sud-coréen.
- Thirst, ceci est mon sang (Thirst), de Park Chan-wook

### Années 2010

#### 2010
- 71 - Into the fire, de Lee Jae-han
- Blood Island (Bedevilled) de Jang Cheol-Soo
- Poetry, de Lee Chang-dong
- The Man from Nowhere, de Lee Jeong-beom
- The Unjust, de Ryu Seung-wan

#### 2011
- Hahaha  de Hong Sang-soo
- J'ai rencontré le Diable de Kim Jee-woon
- The Murderer de Na Hong-jin

#### 2012
- In Another Country, de Hong Sang-soo
- Morsures, de Yoo Ha
- Pieta, de Kim Ki-duk

#### 2013
- Hwayi, de Jang Joon-hwan
- New World, de Park Hoon-jeong
- Secretly, Greatly, de Jang Cheol-soo
- Snowpiercer, le Transperceneige, de Bong Joon-ho
- The Fake, de Yeon Sang-ho

#### 2014
- Hard Day, de Kim Seong-hoon
- Man on High Heels, de Jang Jin
- A Girl at My Door, de July Jung

#### 2015
- Un jour avec, un jour sans, de Hong Sang-soo
- Steel Flower, de Park Seok-yeong

#### 2016
- Dernier train pour Busan, de Yeon Sang-ho
- Mademoiselle, de Park Chan-wook
- Memories of War, de Lee Jae-han
- Our Love Story (Yeon-ae-dam), de Lee Hyunju
- The Age of Shadows, de Kim Jee-woon
- The Strangers, de Na Hong-jin
- Tunnel, de Kim Seong-hoon

#### 2017
- A Taxi Driver, de Jang Hoon
- Battleship Island de Ryoo Seung-wan
- Le Jour d'après, de Hong Sang-soo
- Okja, de Bong Joon-ho
- Sans pitié, de Byun Sung-hyun
- Yourself and Yours, de Hong Sang-soo

#### 2018
- Burning, de Lee Chang-dong
- Grass, de Hong Sang-soo
- Seule sur la plage la nuit, de Hong Sang-soo
- The Spy Gone North, de Yoon Jong-bin

#### 2019
- Parasite, de Bong Joon-ho - Palme d'or au Festival de Cannes 2019, Oscar du meilleur film 2020.
- Le Gangster, le Flic et l'Assassin, de Lee Won-tae

### Années 2020

#### 2020
- La Femme qui s'est enfuie, de Hong Sang-soo

#### 2021
- Introduction, de Hong Sang-soo
- Heaven: To the Land of Happiness, de Im Sang-soo

#### 2022
- Les Bonnes Étoiles de Hirokazu Kore-eda
- Decision to Leave de Park Chan-wook
- Emergency Declaration de Han Jae-rim
- The Novelist's Film, de Hong Sang-soo

## Artistes

### Réalisateurs
- Bong Joon-ho
- Hur Jin-ho 허진호
- Hong Sang-soo
- Im Kwon-taek 임권택
- Im Sang-soo
- Jeon Soo-il 전수일
- Kang Je-gyu
- Kim Dong-won 김동원
- Kim Hong-Jong
- Kim Jee-woon 김지운
- Kim Ki-duk 김기덕
- Kim Ki-young
- Kim Mi-re 김미례
- Kim Sung-ok
- Kim So-yong
- Lee Chang-dong
- Lee Man-hee
- Lee Si-myung
- Na Hong-jin 나홍진
- Park Chan-wook 박찬욱
- Ryoo Seung-wan류승완
- Shin Sang-ok 신상옥
- Song Hae-sung 송해성
- Yang Ik-joon 양익준
- Yeon Sang-ho 연상호

Beaucoup de réalisateurs coréens ont été formés à la KAFA, l'Académie coréenne des arts du film.

### Acteurs
- Ahn Jae-mo 안재모
- Ahn Jae-wook 안재욱
- Ahn Kil-kang 안길강
- Ahn Nae-sang 안내상
- Ahn Sang-tae 안상태
- Bae Yong-jun 배용준
- Byung Hun Lee
- Cha Tae-hyun 차태현
- Choi Min-sik 최민식
- Hyeon Bin
- Jang Dong-gun 장동건
- Jo In-seong
- Kim Young-Hi
- Kwon Sang-woo 권상우
- Lee Byung-hun 이병헌
- Seol Kyeong-gu 설경구
- Sim Sung-Bo
- Song Kang-ho 송강호
- Song Seung-hun
- Yang Ik-joon 양익준

### Actrices
- Ahn Sook-sun
- Bang Eun-jin 방은진
- Choi Ji-woo 최진실
- Choi Jin-Sil
- Ha Ji-won 하지원
- Im Su-jeong 임수정
- Jang Jin-yeong
- Jang Nara
- Jeon Ji-hyeon 전지현
- Jung Ai-Ran
- Jung Ryeo-won 정려원
- Kim Ah-jung
- Kim Hee-seon
- Kim Hye-soo
- Kim Hyo-jin
- Kim Min-hee
- Kim Tae-ri
- Kim Yoo-jung
- Lee Eun-joo
- Lee Jae-eun
- Lee Mi-yeon
- Moon Geun-yeong 문근영
- Moon So-ri 문소리
- Seon Ye-Jin 손언진
- Seo Won
- Shim Eun-ha
- Shin Min-a 신민아
- Song Hye-Kyo 송혜교
- Yoon Eun-hye 윤은혜

## Principales distinctions
- Deux Sœurs : Grand prix et Grand prix de la jeunesse au Festival du film fantastique de Gérardmer 2004.
- Adresse inconnue : nomination pour le Lion d'or de Saint-Marc à la Mostra de Venise 2001.
- A Little Monk : nomination pour le prix du meilleur film au Festival du film de Paris 2003.
- Bad Guy : nomination pour l'Ours d'Or du meilleur film lors du Festival de Berlin 2002.
- Joint Security Area : Nomination pour l'Ours d'Or du meilleur film au Festival de Berlin ainsi que le Lotus d'or et le Prix du jury lors du Festival du film asiatique de Deauville 2001.
- Mari Iyagi : Grand Prix du Festival international du film d'animation d'Annecy 2002.
- Memento Mori : nomination pour le prix du meilleur film au Festival du film de Paris 2001.
- Memories of Murder : Grand prix, prix médiathèques, prix spécial police et prix Première, lors du Festival du film policier de Cognac 2004.
- Oasis : Prix de la meilleure actrice, du meilleur réalisateur et de la critique internationale lors de la Mostra de Venise 2002.
- Old Boy : Grand prix du jury au Festival de Cannes 2004.
- Rapatriement : prix de la Liberté d’expression au festival de cinéma de Sundance 2004.
- Samaria : nomination à l'Ours d'or lors du Festival international du film de Berlin 2004.
- This Charming Girl : Lotus du jury (prix du jury) au Festival du film asiatique de Deauville 2005.
- Une femme coréenne : présenté en compétition officielle de la 60e Mostra de Venise et Lotus d'or au Festival du film asiatique de Deauville en 2004.
- Wonderful Days : prix du film d'animation au Festival du film fantastique de Gérardmer 2004.
- Locataires : Petit Lion d'or lors de la 60e Mostra de Venise.
- Poetry : prix du scénario au Festival de Cannes en 2010.
- Pieta : Lion d'or lors de la 69e édition de la Mostra de Venise.
- Parasite : Palme d'Or au Festival de Cannes en 2019.

## Festivals et récompenses de cinéma
- Blue Dragon Film Awards
- Festival du film asiatique de Deauville
- Festival international du film de Busan
- Grand Bell Awards
- Pusan Film Critics Awards
- Festival du film coréen à Paris
- Jeongdongjin accueille un festival du film indépendant[6]. Sa 23e édition eut lieu en septembre 2021[7]
- Festival du film indépendant de Séoul (en)

### Listes et catégories
- (en) Films A-Z
- (en) Films d'avant 1948
- (en) Films de Corée du Nord
- (en) Films de Corée du Sud
- (en) Réalisateurs sud-coréens
- (en) Acteurs sud-coréens